# Dagmar Käsling
Dagmar Käsling (Magdeburgo, 15 febbraio 1947) è un'ex velocista tedesca.

## Palmarès
| Anno | Manifestazione  | Sede   | Evento  | Risultato | Prestazione | Note            |
| ---- | --------------- | ------ | ------- | --------- | ----------- | --------------- |
| 1972 | Giochi olimpici | Monaco | 4×400 m | Oro       | 3'22"95     | Record mondiale |